# Абихт, Рудольф
Рудольф Абихт (нем. Rudolf Abicht; 9 августа 1850, Намслау, Силезия — 12 февраля 1921, Бреславль) — немецкий учёный-филолог, ориенталист и славист, переводчик, педагог, профессор славянской филологии (с 1903). Один из первых исследователей и популяризаторов белорусской культуры в Германии.

## Биография
Сын протестантского пастора. Начальное образование получил в гимназиях Бреславля и Позена. Изучал богословие и восточные языки в университетах Берлина, Бреславля и Галле. Обладал необычайным талантом к языкам.
Добровольцем участвовал в Франко-прусской войне 1870—1871 годов. В 1876 стал пастором, служил в церквях, в том числе, в Брестском уезде Российской империи.
В 1891 году получил научную степень. В 1907 году стал доктором наук. Читал лекции по польскому и русскому языкам в университете Бреславля.
В 1917—1918 годах преподавал белорусский язык в педагогической семинарии г. Свислочь.

## Научная деятельность
Автор ряда научных работ, посвящённых славянским и восточным языкам.
Первые публикации Р. Абихта были из области востоковедения, последующие посвящены исключительно славянской филологии, к которой его приобщил профессор В. Неринг. Занимался исследованием Супрасльской рукописи.
Переводил на немецкий язык произведения Янки Купалы, Якуба Коласа, белорусские сказки и песни. Печатался в газетах: «Гоман» и др.
Много внимания уделил переводу поэмы «Слово о полку Игореве» (1895), заявив в предисловии издания, что наиболее понятными для слависта являются старославянские тексты, Р. Абихт переписал поэму в канонических формах церковнославянского языка.
В предисловии к изданию 1895 г. учёный высказывал тезис, являющийся принципиальным для его понимания Слова: это — древнерусская поэма, памятник не народного творчества, а продукт придворной княжеской культуры Киевской Руси. Подробнее об этом говорится в работе Р. Абихта, посвящённой русскому героическому эпосу. Он полагает, что Слово, как и былины, испытало влияние скальдической поэзии.
Составил совместно с Яном Станкевичем белорусский букварь на латинице «Просты спосаб стацца ў кароткім часе граматным» (Бреславль, 1918). По сравнению с «Белорусской грамматикой для школ» Бронислава Тарашкевича (1918), работа Р. Абихта не повлияла на формирование белорусского литературного языка, хотя и способствовала закреплению отдельных учёных терминов (галосны 'гласный', зычны 'согласный' и др.). Его письма к Антону Луцкевичу хранятся в Белорусском государственном архиве-музее литературы и искусства.
Многие труды учёного так и не были опубликованы.